# 条約港
条約港（じょうやくこう）は、不平等条約によって開港を規定された港湾。開港場ともいう。1842年の南京条約で5港を開港した清をはじめ、日本、朝鮮などでも条約港が設定された。
条約港では治外法権をもつ租界や外国人居留地が設定され、欧米列強の半植民地的支配の拠点となったが、その反面、条約港を中心として近代文明が導入された一面もある。
中国の条約港はその後の北京議定書や天津条約、下関条約などによりさらに拡大した。

## 中国（清）
- 江蘇省　上海、南京、鎮江、蘇州
- 安徽省　蕪湖
- 江西省　九江
- 湖北省　漢口、宜昌、沙市
- 湖南省　長沙
- 四川省　重慶
- 浙江省　寧波、温州、杭州
- 福建省　福州、廈門
- 福建台湾省　淡水、台南
- 広東省　広州、汕頭、海口、北海
- 広西省　南寧
- 山東省　煙台、青島、済南、周村、濰県
- 河北省　天津
- 遼寧省　牛荘→営口、大連、瀋陽、安東
- 吉林省　長春、琿春、ハルビン
- 黒竜江省　アイグン、満洲里

## 日本
1810年代末より、現在の北海道（蝦夷地）・小笠原諸島・ハワイ諸島を結んだ「ジャパン・グラウンド」（右の「画像外部リンク」参照）と呼ばれるマッコウクジラの良漁場に、鯨油獲得を目的にアメリカなどの捕鯨船団が集まり始めた。また、1840年から始まるアヘン戦争の結果、清とイギリスとの間で南京条約（1842年）が結ばれた。すると、アメリカも1844年に望厦条約と呼ばれる修好通商条約を結び、清との貿易が活発化した。アメリカ国内では、1846年のオレゴン条約によって英米共同占有だったオレゴン・カントリーに国境が引かれ、1848年には米墨戦争によって得たメキシコ割譲地にてカリフォルニア・ゴールドラッシュが始まるなど、太平洋に面した西海岸は活気付くことになる。

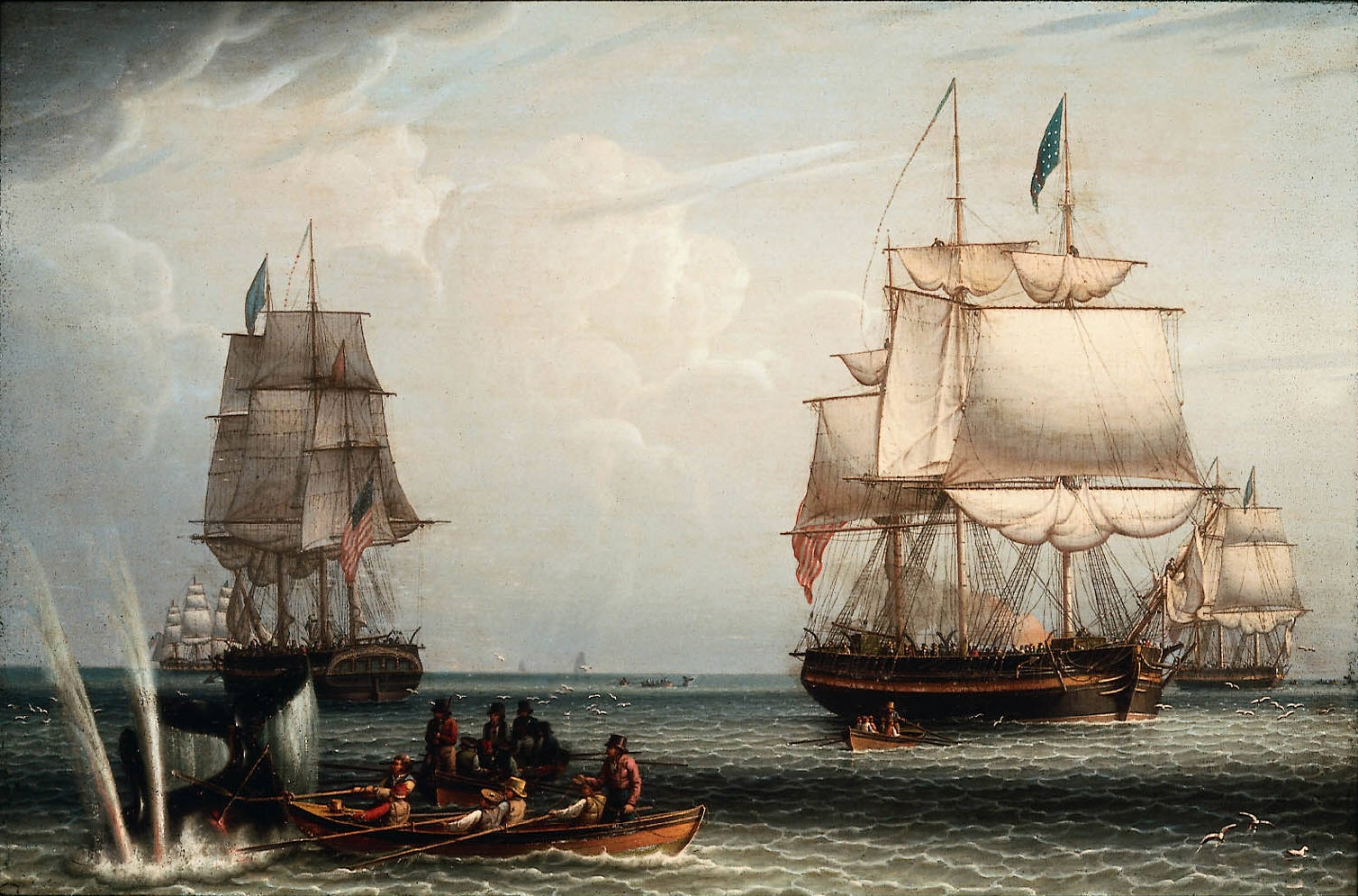
19世紀初頭の欧米の捕鯨船団の例（1831年）
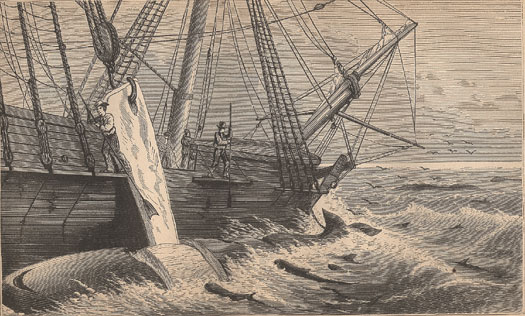
船に横付けした鯨から皮下脂肪等を獲る様子（1874年）
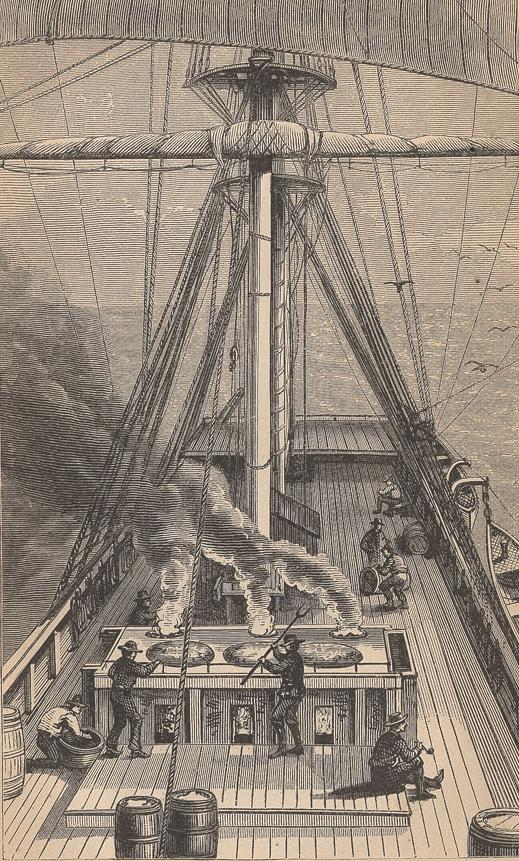
船上での鯨油の精製（1874年）
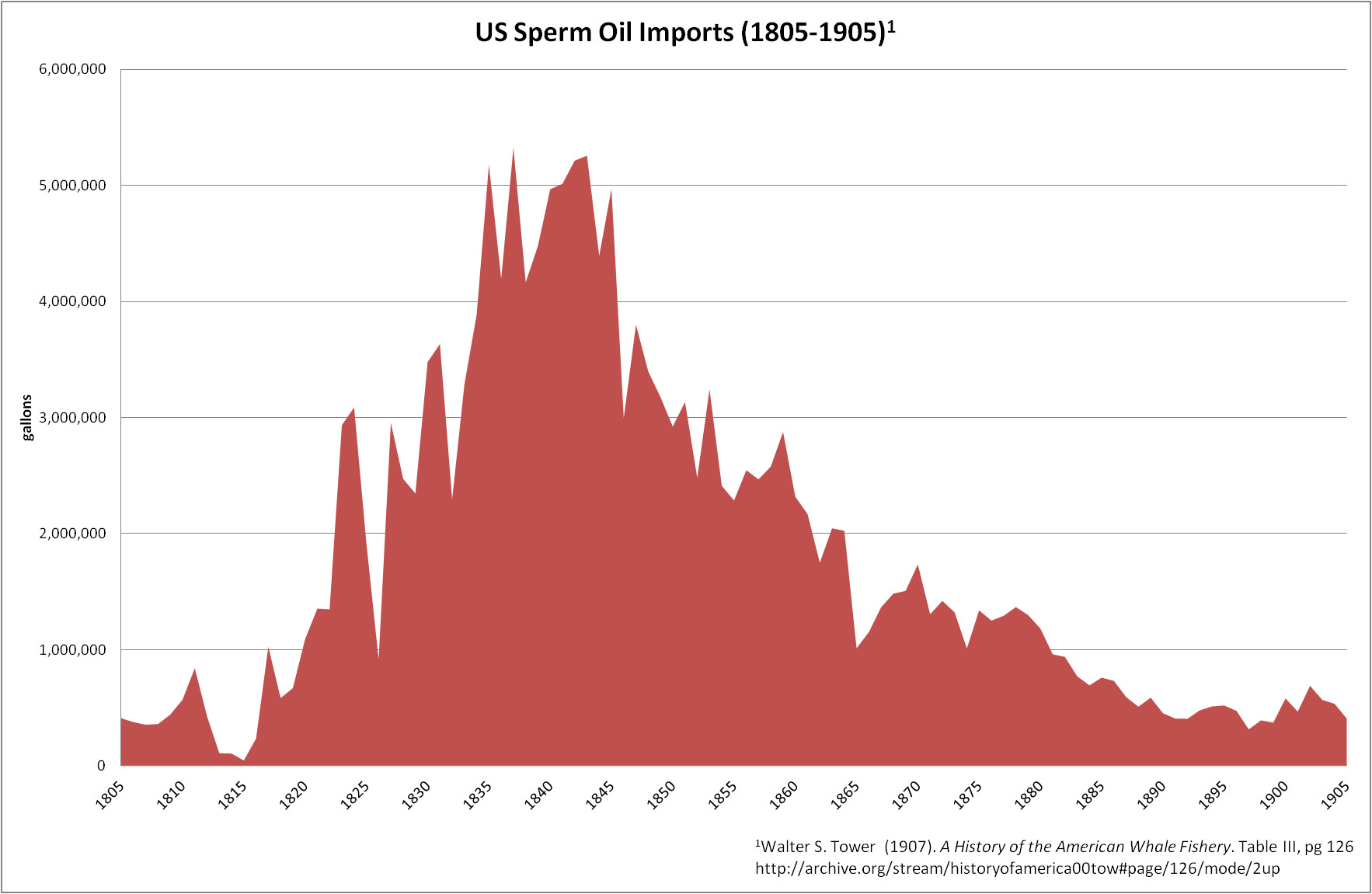
アメリカの鯨油（マッコウクジラ油）の輸入量の変遷（1805年 - 1905年）

一方、鎖国をしていた日本では、江戸幕府が1842年（天保13年）に薪水給与令を出し、外国船への補給を開国を伴わずに実施していたが、アメリカは1853年、北西太平洋での商船と捕鯨船の補給と安全のため日本に寄港地上陸を求め、開国を迫ることになった（黒船来航を参照）。1848年のアメリカ下院海軍委員会におけるキング委員の報告で「北太平洋横断航路」は、清の東海岸の東シナ海から、対馬海峡を経て日本海に入り、津軽海峡を通過して太平洋に出るか、あるいは、日本海を経ずに琉球諸島付近から太平洋に出て本州南方沖を通るかして、大圏コース（アリューシャン列島付近を通過）でアメリカ西海岸に至る航路が想定されていた（清の廈門（アモイ）とアメリカのサンフランシスコとの間の大圏コースは右上の「画像外部リンク」を参照）。気象情報が不十分だった当時、台風を避けられる日本海経由は有効であり、対馬海峡に近い長崎や津軽海峡に面した箱館（函館）は対馬暖流（津軽暖流）沿いという利点も加わって寄港に適した港であった。また、日本海が時化る冬季には、黒潮乗って南西諸島の間から太平洋に出れば黒潮沿いの下田も同様であった。さらに箱館と下田は「ジャパン・グラウンド」に近いため、捕鯨船の寄港にも都合が良かった。

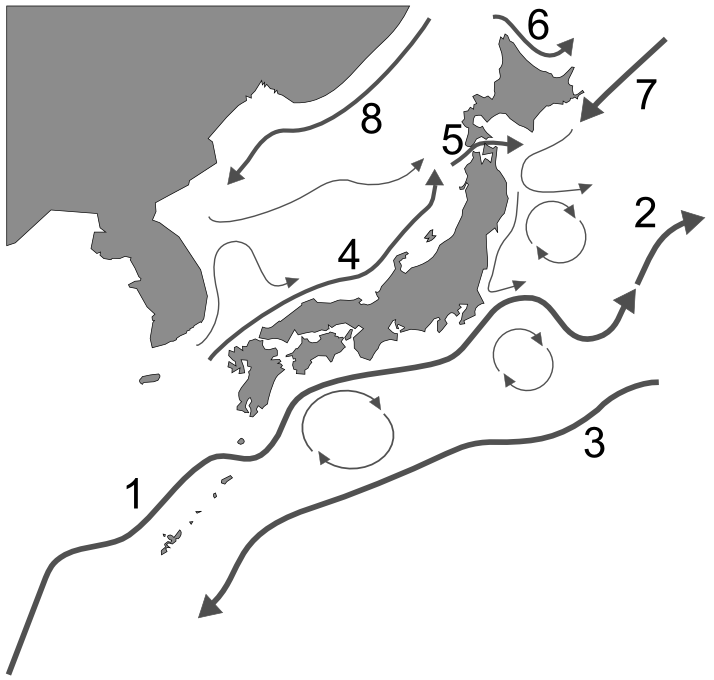
日本列島近海の海流 1：黒潮、2：黒潮続流、3：黒潮再循環流、4：対馬暖流 5：津軽暖流 6：宗谷暖流 7：親潮 8：リマン寒流
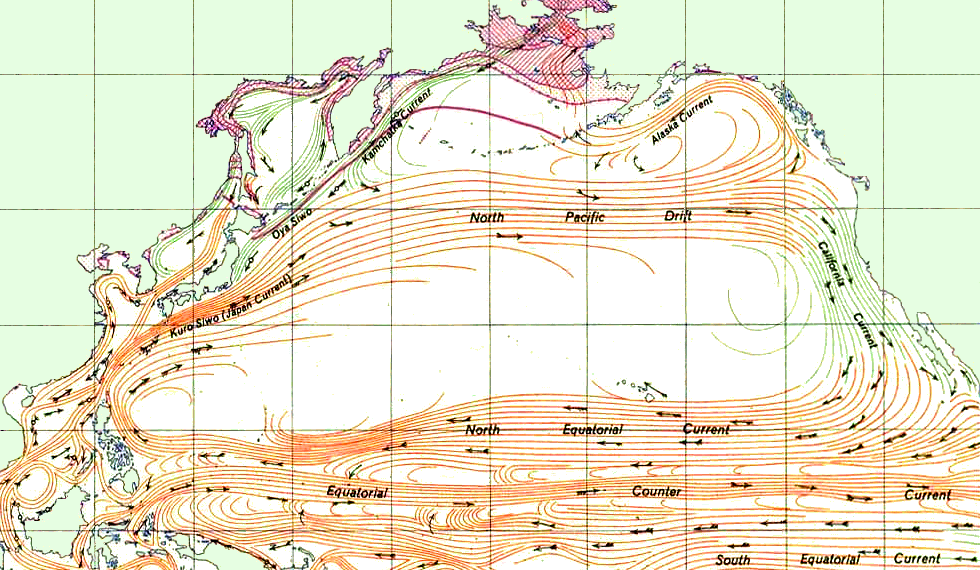
海流の北太平洋旋廻（アメリカ陸軍、1943年）。円筒図法（おそらくミラー図法）の地図上に描かれていることに留意が必要。

| 調印日                              | 条約名       | 寄港地 | 寄港地 | 寄港地 |
| 調印日                              | 条約名       | 長崎   | 下田   | 函館   |
| ----------------------------------- | ------------ | ------ | ------ | ------ |
| 1854年03月31日 （嘉永7年03月03日）  | 日米和親条約 |        | ○      | ○      |
| 1854年10月14日 （嘉永7年08月23日）  | 日英和親条約 | ×      |        | ○      |
| 1855年02月07日 （安政元年12月21日） | 日露和親条約 | ×      | ○      | ○      |
| 1856年01月30日 （安政2年12月23日）  | 日蘭和親条約 | ×      | ○      | ○      |
| 1857年06月17日 （安政4年05月26日）  | 日米追加条約 | ×      |        |        |

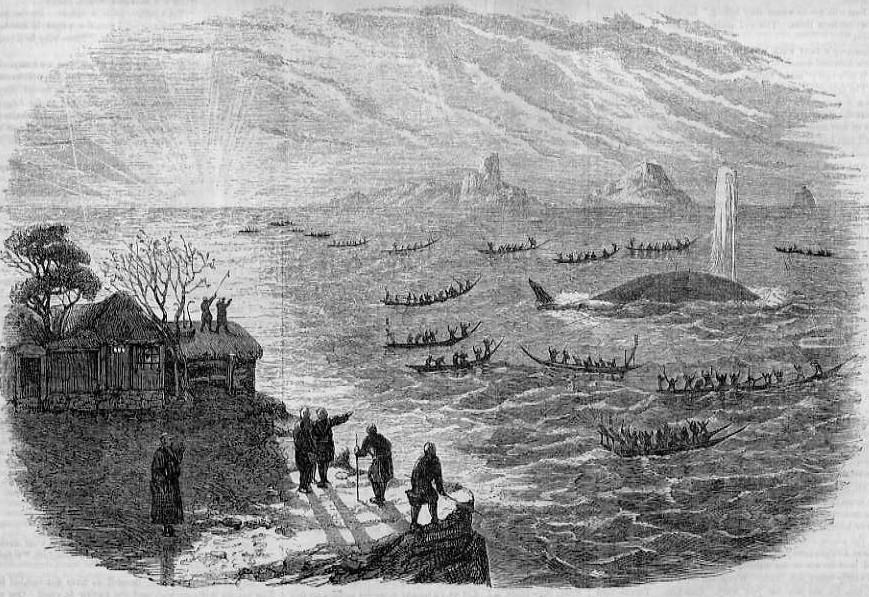
日本沿岸での捕鯨（1855年）

1854年3月31日（嘉永7年3月3日）に締結された日米和親条約に基いて下田と箱館の両港の寄港地としての開港が決まるが、下田が即日開港になったのに対し、箱館は1855年4月17日（安政2年3月1日）に開港することになった。なお、日米間以外の和親条約および日米約定の上では長崎も寄港地として開港することになっていたが、実際に開港するには至らなかった。
船舶の安全な航行・入港には日本沿岸および近海の測量した海図が必須であるが、これら和親条約の調印以前には例が少なく、調印後に諸外国によって本格的に作成され始めた。
1853年には「ジャパン・グラウンド」にある小笠原諸島の父島で、アメリカ合衆国が石炭補給所用の敷地を購入し（参照）、黒潮沿いでは1854年7月11日（咸豊4年6月17日）、アメリカ合衆国と琉球王国との間で琉米修好条約が結ばれ、その後同様の琉仏修好条約、琉蘭修好条約が結ばれた。
1858年（安政5年）の日米修好通商条約をはじめとする安政五カ国条約により、貿易を前提とした開港場として、箱館・神奈川（横浜）・新潟・兵庫（神戸）・長崎の5港が決められ、「開港五港」と呼ばれた。このうち、箱館以外は「四港」とも呼ばれる。1859年7月1日（安政6年6月2日）に箱館・神奈川（横浜）・長崎、1868年1月1日（慶応3年12月7日）に兵庫（神戸）、1869年1月1日（明治元年11月19日）に新潟がそれぞれ開港した。安政五カ国条約では開港ではなく開市に留められていた大坂だったが、江戸遷都の方針が固まると大坂の開市が開港に変更された。結果、「開港五港」のうち開港が最も遅れた新潟に先んじて1868年9月1日（慶応4年7月15日）に大坂が開港している。
なお、1859年に始まるペンシルベニア・オイルラッシュ等によってアメリカには石油企業が育ち始めるが、その一方で鯨油の需要は低下していき、日本に寄港する外国の捕鯨船団も少なくなっていった。すなわち、当初の日本開国の動機であった清米間海路の中継地、および、捕鯨基地としての日本の地位は変化し、為替差益目的の金・銀の輸出入や、生糸などの日本の産品の輸出入が主目的になっていった。

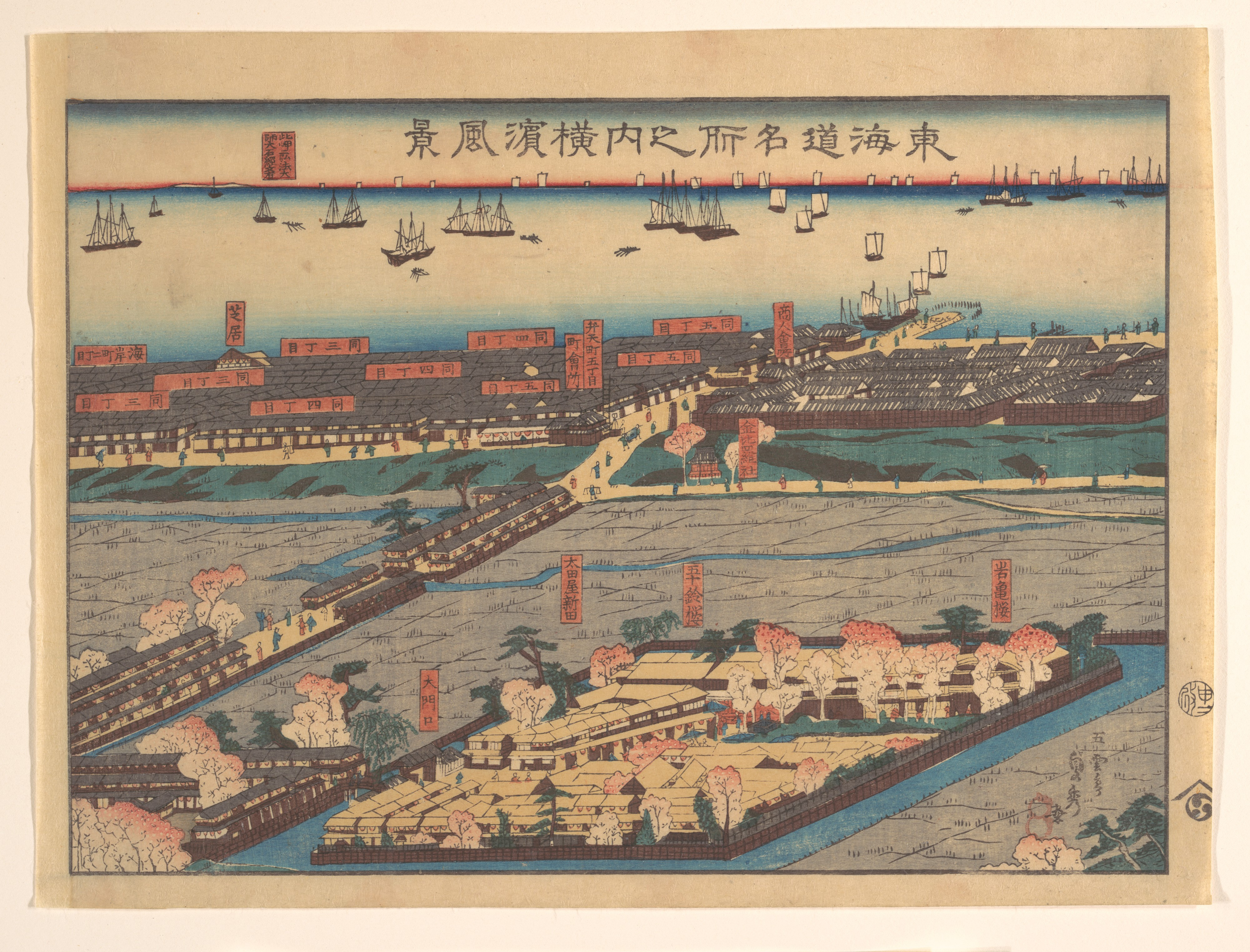
1860年：『東海道名所之内横濱風景』（歌川貞秀）
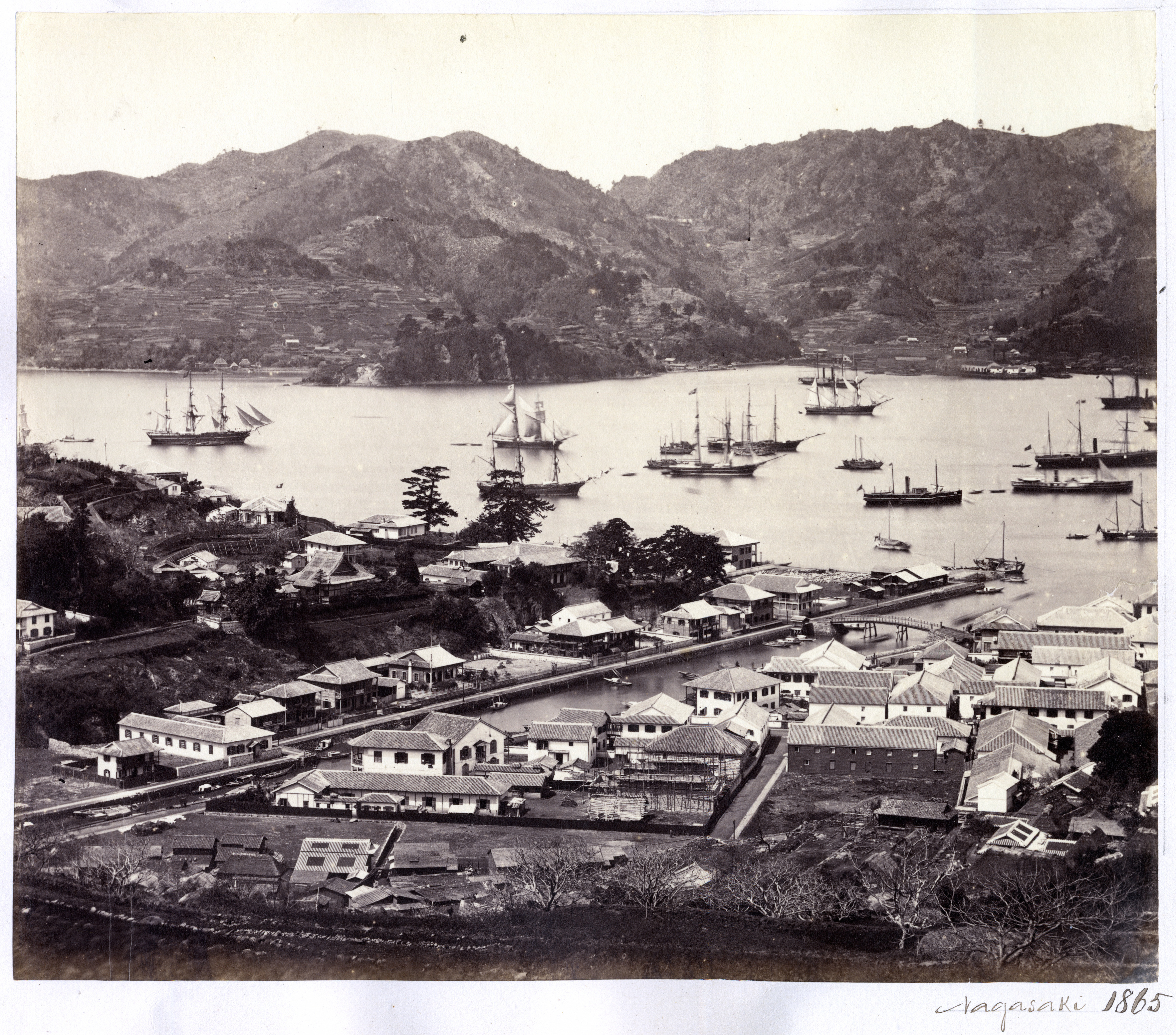
1865年：長崎港の写真
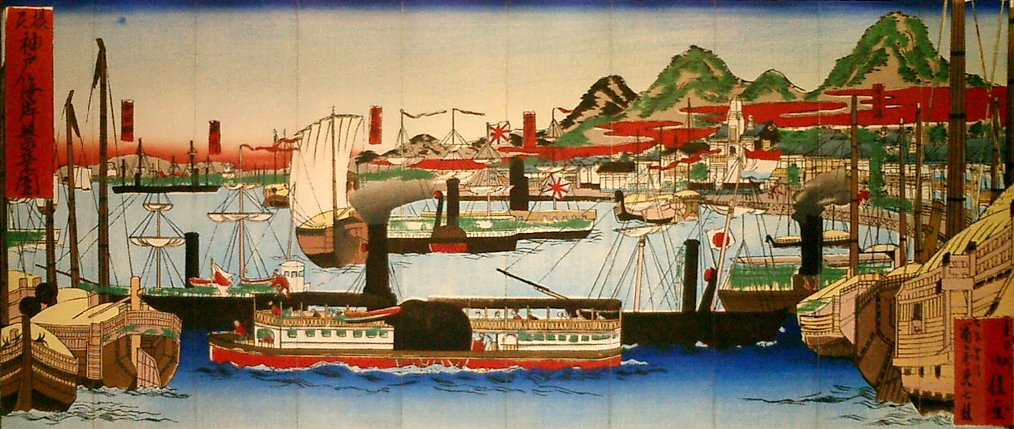
1871年：『摂州神戸海岸繁栄之図』（長谷川小信）の複製画

| 和暦：天保暦 （日本が使用） | 西暦：グレゴリオ暦 （欧米諸国が使用） |                                                                               | 開港5港                                                                   | 開港5港                                                                    | 開港5港                                                                       | 開港5港                                                                      | 開港5港                                                                      |
| 和暦：天保暦 （日本が使用） | 西暦：グレゴリオ暦 （欧米諸国が使用） | 下田                                                                          | 箱館 （函館）                                                             | 四港                                                                       | 四港                                                                          | 四港                                                                         | 四港                                                                         |
| 和暦：天保暦 （日本が使用） | 西暦：グレゴリオ暦 （欧米諸国が使用） | 下田                                                                          | 箱館 （函館）                                                             | 長崎                                                                       | 神奈川 （横浜）                                                               | 兵庫 （神戸）                                                                | 新潟                                                                         |
| 和暦：天保暦 （日本が使用） | 西暦：グレゴリオ暦 （欧米諸国が使用） | （北緯34度40分17.1秒 東経138度56分44.6秒 / 北緯34.671417度 東経138.945722度） | （北緯41度46分5秒 東経140度42分45.9秒 / 北緯41.76806度 東経140.712750度） | （北緯32度44分36.2秒 東経129度52分22秒 / 北緯32.743389度 東経129.87278度） | （北緯35度26分51.2秒 東経139度38分37.7秒 / 北緯35.447556度 東経139.643806度） | （北緯34度41分8.6秒 東経135度11分31.7秒 / 北緯34.685722度 東経135.192139度） | （北緯37度55分47.5秒 東経139度3分28.5秒 / 北緯37.929861度 東経139.057917度） |
| 嘉永7年3月3日               | 1854年3月31日                         | 和親開港                                                                      |                                                                           |                                                                            |                                                                               |                                                                              |                                                                              |
| 安政2年3月1日               | 1855年4月17日                         | 和親開港                                                                      | 和親開港                                                                  |                                                                            |                                                                               |                                                                              |                                                                              |
| 安政6年6月2日               | 1859年7月1日                          | 和親開港                                                                      | 開港                                                                      | 開港                                                                       | 開港                                                                          |                                                                              |                                                                              |
| 安政6年12月8日              | 1859年12月31日                        | 閉港                                                                          | 開港                                                                      | 開港                                                                       | 開港                                                                          |                                                                              |                                                                              |
| 慶応3年12月7日              | 1868年1月1日                          |                                                                               | 開港                                                                      | 開港                                                                       | 開港                                                                          | 開港                                                                         |                                                                              |
| 明治元年11月19日            | 1869年1月1日                          | 開港                                                                          | 開港                                                                      | 開港                                                                       | 開港                                                                          | 開港                                                                         |                                                                              |

- 1860年：『東海道名所之内横濱風景』（歌川貞秀）[11]
- 1865年：長崎港の写真
- 1871年：『摂州神戸海岸繁栄之図』（長谷川小信）[12]の複製画

## 朝鮮
朝鮮は1876年の日朝修好条規で釜山ほか2港の開港を定め、1880年に元山、1883年に仁川が開港した。後にはアメリカ、イギリス、フランス、イタリアなどと締結した通商条約で条約港は拡大した。